# Paul McNulty
Paul McNulty (* 1953 Houston) je stavitel historických pian, popsaný New Grove jako „proslulý vysokým standardem [svých] nástrojů“. Rozsah modelů, které kopíruje, sahá od raných klasických klavírů, jako jsou 1749 Silbermann, 1788 Stein a 1792 Walter, až po romantické nástroje, jako jsou 1819 a 1836 Graf, 1830 Pleyel, 1846 Boisselot a 1868 Streicher. Rozmanitost McNultyových pian tak pomohla “poskytnout příležitost k rozšíření klavírních vystoupení včetně klavírního repertoáru 19. století“ (New Grove).

## Život
Paul McNulty se narodil v roce 1953 v  Houstonu ve státě Texas. V roce 1976 navštěvoval Peabody Conservatory, studoval klasickou kytaru a později loutnu. V roce 1978 nastoupil na New England School of Stringed Keyboard Instrument Technology, kde studoval u Billa Garlicka. Při závěrečné zkoušce získal McNulty nejvyšší možnou kvalifikaci: „zkoušející ladění“.  Zúčastnil se semináře v továrně Steinway v New Yorku a byl tam přijat jako technik, ale místo toho se rozhodl pro kariéru stavitele fortepian a učil se u Roberta Smitha v Somerville v Massachusetts.
V roce 1986 John Gibbons pozval McNultyho, aby ho doprovázel na jeho evropském turné s Orchestrem osmnáctého století Franse Brüggena. Gibbons vystupoval s Mozartovými koncerty K.491 a K.466.
Ve stejném roce se McNulty přestěhoval do Amsterdamu. Hledání nejlepšího dřeva pro výrobu fortepian vedlo McNultyho k přesunu do České republiky. Od roku 1995 McNulty žije a pracuje v českém městečku Divišově, které leží mezi Benešovem a Vlašimí. V roce 2004 se oženil s rusko-kanadskou pianistkou a fortepianistkou Vivianou Sofronitskou. Manželé žijí v Česku.
McNultyho fortepiano koupila Norská hudební akademie v Oslu, kde i po dvaceti pěti letech stále bezchybně funguje. Rakouský pianista Paul Badura-Skoda si u něj také objednal fortepiano, stejně jako Trevor Pinnock, který objednal fortepiano na koncert v Carnegie Hall. V září 2018 byly McNultyho kopie fortepian značek Graf 1819, Pleyel 1830 a Boisselot 1826 použity v první Mezinárodní Chopinově soutěži na dobové nástroje, pořádané Institutem Fryderyka Chopina.

## Fortepiana McNulty

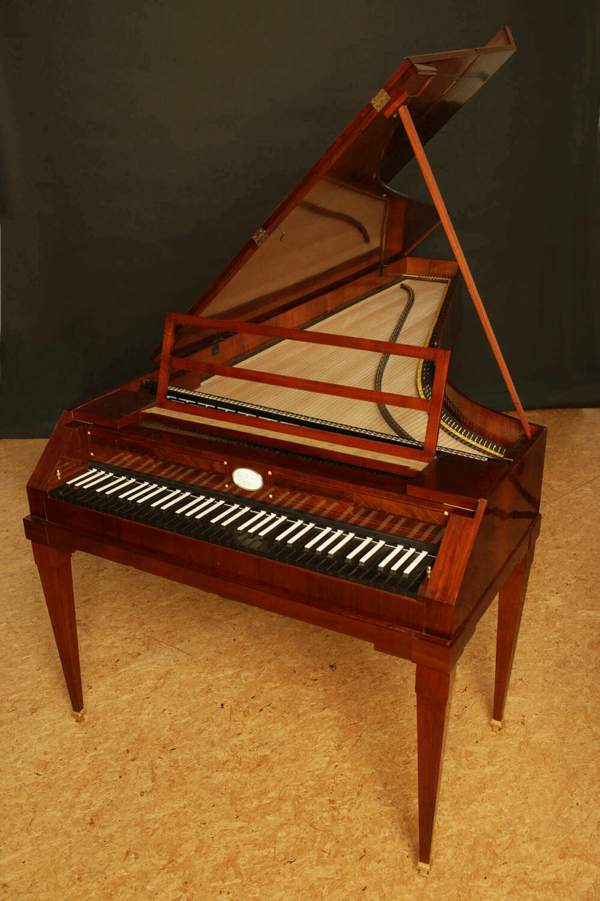
Fortepiano od Paula McNultyho podle originálu Antona Waltera z roku 1804

V současné době McNulty staví fortepiana vhodná pro představení klavírních děl od Carla Philipp Emanuela Bacha, Mozarta a Beethovena až po Chopina, Liszta a Brahmse.
V roce 2009 McNulty postavil první moderní kopii francouzského klavíru Pleyel, který byl Chopinova oblíbená značka. V roce 2011 na žádost Klassik Stiftung Weimar zhotovil kopii jednoho z Lisztových osobních klavírů, Boisselot op. 2800. V roce 2015 McNulty rozšířil svůj seznam prvních moderních kopií o Streicherův klavír, Brahmsův oblíbený model klavíru. V roce 2020 Paul McNulty vyrobil své první fortepiano Silbermann pro prof. Malcolma Bilsona.
Od roku 1985 společnost McNulty vyrobila více než 300 klavírů pro zákazníky z různých zemí: Stavovské divadlo, Akademie múzických umění v Praze, Janáčkova akademie múzických umění v Brně, Mezinárodní Chopinův festival, Mezinárodní Chopinova soutěž na dobových nástrojích, Opéra National de Paris, Conservatoire CNSMDP (Francie); Královská hudební akademie (Londýn); Konzervatoř (Amsterdam);  Musik und Kunst Privatuniversität der Stadt Wien (Vídeň); Hochschule für Musik,  Schola Cantorum Basiliensis (Švýcarsko); Staatliche Hochschule für Musik Trossingen, Akademie für Alte Musik Berlin (Německo); Paul Badura-Škoda, Nikolaus Harnoncourt, Malcolm Bilson, Katia & Marielle Labeque, Kristian Bezuidenhout, Ronald Brautigam atd.

## Seznam nástrojů
- Fortepiano podle klavíru Silbermann 1749
- Fortepiano podle klavíru Johann Andreas Stein ca 1788
- Fortepiana podle klavíru Anton Walter 1792 and Walter & Sohn ca 1805
- Fortepiano podle klavíru J. Fritz 1812
- Fortepiana podle klavíru Conrad Graf 1819, 1822 and 1836
- Fortepiano podle klavíru Buchholtz 1826
- Fortepiano podle klavíru Ignaz Pleyel 1830
- Fortepiano podle klavíru Boisselot 1846
- Fortepiano podle klavíru Streicher 1868

## Nahrávky
1. Ronald Brautigam. Ludwig van Beethoven. Complete works for solo piano. Vol.2  Nahráno na kopiích Graf, Walter a Stein
2. Kristian Bezuidenhout. Wolfgang Amadeus Mozart. Keyboard Music. Vol.2. Nahráno na kopii Walter
3. Viviana Sofronitsky with Warsaw Chamber Opera Orchestra on Period Instruments. Complete Mozart Piano Concertos (11 CD box). Nahráno na kopii Walter
4. Viviana Sofronitsky. F.Schubert. Wanderer Fantasy, Impromptus opp. 90 & 142. Nahráno na kopii 1819 Graf
5. Neal Peres De Costa. Pastoral Fables. Works for cor anglais and pianos. Nahráno na kopii Streicher
6. Nikolaus Harnoncourt, Rudolf Buchbinder. Wolfgang Amadeus Mozart. Piano concertos No. 23&25. Nahráno na kopii Walter
7. Paul Badura-Skoda with Musica Florea. Wolfgang Amadeus Mozart. Piano concertos K.271, K.414. Nahráno na kopii Walter
8. Robert Levin with the Academy of Ancient Music, Christopher Hogwood. Wolfgang Amadeus Mozart. Piano Concertos K271 & K414. Nahráno na kopii Walter
9. Krzysztof Książek. Fryderyk Chopin, Karol Kurpiński. Piano Concerto No.2 f-moll (solo version), Mazurkas, Ballade; Fugue & Coda B-dur. Nahráno na kopii Buchholtz
10. Viviana Sofronitsky, Sergei Istomin. Fryderyk Chopin. Complete works for cello and piano. Nahráno na kopiích 1830 Pleyel a 1819 Graf